# Jong Harold Viáfara
Jong Harold Viáfara, más conocido como el "Diablo Viáfara" (Quinamayó, Jamundí, Valle del Cauca, Colombia, 20 de julio de 1976), es un ex-futbolista colombiano que jugaba como defensor. Actualmente se desempeña como entrenador del América de Cali Femenino. 

## Trayectoria

### Como jugador
Se inició en el Deportivo Independiente Medellín, donde jugó por dos temporadas pero se dio a conocer en el fútbol profesional colombiano con el Real Cartagena, donde se convirtió en todo un referente. Jugó con el América de Cali desde mediados de 2008, siendo parte de la nómina campeona del Torneo Finalización. A finales de mayo de 2009 salió del club caleño junto a once futbolistas más. Aunque había sido confirmado como nuevo refuerzo de Millonarios, finalmente fue contratado por el Deportivo Táchira para la temporada. Equipo en el cual ganó el torneo apertura 2009-2010 y siendo la saga con menos goles con 7 tantos en 17 partidos.
Para el segundo semestre de 2010, sale del Deportivo Táchira para jugar con el Deportivo Pereira de la Primera A en Colombia. Pero luego de un pésimo torneo del equipo donde terminaron últimos sin ganar un solo juego, sale con destino al Real Esppor Club de Venezuela. En el segundo semestre de 2011 regresa a Colombia para jugar con el Atlético Huila.

### Como asistente
Ha sido asistente técnico de Giovanni Hernández en la Uniautónoma, Real Cartagena, Junior de Barranquilla y Atlético de Cali.

### Como entrenador
El 17 de agosto de 2024 fue confirmado como nuevo director técnico del América de Cali Femenino  en reemplazo de Daniel Mejía, haciendo su debut como entrenador.

## Clubes

### Como  Jugador
- A su retiro anotó 12 goles en 415 partidos.

| Club                   | País      | Año         |
| ---------------------- | --------- | ----------- |
| Independiente Medellín | Colombia  | 1996 - 1998 |
| Real Cartagena         | Colombia  | 1999 - 2002 |
| Deportivo Pasto        | Colombia  | 2002 - 2003 |
| Atlético Nacional      | Colombia  | 2004        |
| Deportes Tolima        | Colombia  | 2004 - 2005 |
| Real Cartagena         | Colombia  | 2005        |
| Atlético Huila         | Colombia  | 2006 - 2007 |
| América de Cali        | Colombia  | 2008 - 2009 |
| Deportivo Táchira      | Venezuela | 2009 - 2010 |
| Deportivo Pereira      | Colombia  | 2010        |
| Real Esppor            | Venezuela | 2010 - 2011 |
| Atlético Huila         | Colombia  | 2011 - 2012 |
| Real Cartagena         | Colombia  | 2013        |

### Como Entrenador
| Club                     | País     | Año         |
| ------------------------ | -------- | ----------- |
| América de Cali Femenino | Colombia | 2024 - Act. |

### Como Asistente
| Club                   | País     | Año         | Asistente de       |
| ---------------------- | -------- | ----------- | ------------------ |
| Uniautónoma            | Colombia | 2015        | Giovanni Hernández |
| Real Cartagena         | Colombia | 2016        | Giovanni Hernández |
| Junior de Barranquilla | Colombia | 2016        | Giovanni Hernández |
| Atlético de Cali       | Colombia | 2018 - 2019 | Giovanni Hernández |

## Palmarés

### Como jugador
| Título              | Club              | País      | Año     |
| ------------------- | ----------------- | --------- | ------- |
| Primera B           | Real Cartagena    | Colombia  | 1999    |
| Torneo Finalización | América de Cali   | Colombia  | 2008    |
| Primera División    | Deportivo Táchira | Venezuela | 2009-10 |